# The Man From Snowy River
The Man From Snowy River, un des poèmes australiens les plus connus, a été écrit par un de ses poètes les plus célèbres, Banjo Paterson, en 1890. Il a donné lieu  en 1982 à un film de George Trumbull Miller, L'Homme de la rivière d'argent, et à une série télévisée tournée entre 1993 et 1996 (en France, La Saga des McGregor).

## Le poème
Les poèmes de Paterson sont connus pour leur romantisme et célèbrent la vie rurale.
The Man From Snowy River raconte l'histoire d'un poulain issu d'un cheval ayant gagné de nombreuses courses et qui s'est échappé dans la région des Alpes australiennes. Une grosse somme d'argent est offerte par son propriétaire pour le récupérer. Tous les cavaliers de la région se regroupent pour poursuivre les chevaux sauvages (les brumbies) et retrouver le poulain qui s'est mêlé à eux. Mais la horde s'enfuit en descendant une pente abrupte où les poursuivants n'osent pas s'aventurer, à l'exception de « l'homme de la Snowy River » qui réussit ainsi à le rattraper.
On pense que Paterson a basé le personnage de l'homme de la Snowy River, soit sur Jack Riley de Corryong, soit sur Charlie McKeahnie (en) d'Adaminaby. L'identité de l'homme original est souvent contestée et il est probable que le personnage regroupe les traits de nombreux cavaliers de l'époque.